# Mariano Herencia Zevallos
Mariano Herencia Zevallos (Cusco, 15 ottobre 1821 – Chincha Alta, 2 febbraio 1873) è stato un politico peruviano.
È stato Presidente del Perù dal 27 luglio al 2 agosto 1872.